# Comuna Afumați, Dolj
Afumați este o comună în județul Dolj, Oltenia, România, formată din satele Afumați (reședința), Boureni și Covei.

## Demografie
Componența etnică a comunei Afumați
     Români (89%)
     Romi (6,12%)
     Alte etnii (0,26%)
     Necunoscută (4,61%)
Componența confesională a comunei Afumați
     Ortodocși (93,39%)
     Adventiști (1,17%)
     Alte religii (0,53%)
     Necunoscută (4,91%)
Conform recensământului efectuat în 2021, populația comunei Afumați se ridică la 2.646 de locuitori, în creștere față de recensământul anterior din 2011, când fuseseră înregistrați 2.633 de locuitori. Majoritatea locuitorilor sunt români (89%), cu o minoritate de romi (6,12%), iar pentru 4,61% nu se cunoaște apartenența etnică. Din punct de vedere confesional, majoritatea locuitorilor sunt ortodocși (93,39%), cu o minoritate de adventiști (1,17%), iar pentru 4,91% nu se cunoaște apartenența confesională.

## Politică și administrație
Comuna Afumați este administrată de un primar și un consiliu local compus din 11 consilieri. Primarul, Dumitrel-Titel Stoenescu[*], de la Partidul Social Democrat, este în funcție din 2016. Începând cu alegerile locale din 2024, consiliul local are următoarea componență pe partide politice:
|  | Partid                    | Consilieri | Componența Consiliului | Componența Consiliului | Componența Consiliului | Componența Consiliului | Componența Consiliului | Componența Consiliului | Componența Consiliului |
|  | ------------------------- | ---------- | ---------------------- | ---------------------- | ---------------------- | ---------------------- | ---------------------- | ---------------------- | ---------------------- |
|  | Partidul Social Democrat  | 7          |                        |                        |                        |                        |                        |                        |                        |
|  | Partidul Național Liberal | 4          |                        |                        |                        |                        |                        |                        |                        |